# Megyericse vára
Megyericse vára (horvátul: Utvrda Međurača), vár Horvátországban, a Belovár melletti Megyericse határában.

## Fekvése
Megyericse településtől nyugatabbra, mintegy 500-600 méterrel lévő, Varošnak nevezett településrész területén, egy vízjárta, bozóttal benőtt helyen helyezkedik el.

## Története
A várat 1316-ban „Megeryuche cum castro” alakban említik, amikor Babonics János bán foglalta el Károly Róbert király számára. 1318-19-ben a Kőszegiek szerezték meg, akiktől a király hívei ismét megostromolták. Ezután sorsa ismeretlen.

## A vár mai állapota
A vár központi része két magaslatból áll. Mindkettőt déli, délkeleti és keleti irányban a régi Ilova veszi körül, amelyet természetes védelemként használtak, délnyugaton, nyugaton és északon pedig egy széles, vízzel teli árok övezi. Az északi, hosszúkás alaprajzú részt egy kisebb, belső árok veszi körül, amelyet északnyugati oldalon egy csatorna köt össze a külső, szélesebb árokkal, ezzel átvágva a vár északi magaslatát körülvevő belső sáncot.
A vár a 20. század első felében itt végzett ásatás során előkerült leletek alapján a 14. században épülhetett. A helyszínen 2001-ben és 2002-ben tett régészeti terepbejárás során kerámia edénytöredékeket találtak, amelyek azzal a földdel együtt kerültek a felszínre, amelyet egy kidőlt fa gyökerei dobtak ki. A töredékek a késő középkorhoz a 15. század és a 16. század eleje közötti időszakhoz tartoznak.